# 莱什赖讷
莱什赖讷（法語：Lescheraines，法語發音：[lɛʃ(ə)ʁɛn]）是法国萨瓦省的一个市镇，属于尚贝里区。

## 地理
莱什赖讷（45°42'30"N, 6°6'18"E）面积8.17 平方千米，位于法国奥弗涅-罗讷-阿尔卑斯大区萨瓦省，该省份为法国东部省份，历史上为薩伏依的一部分，北起上萨瓦省，西接伊泽尔省和安省，南部和东部与上阿尔卑斯省和意大利接壤。
与莱什赖讷接壤的市镇（或旧市镇、城区）包括：旧阿永、阿里特、勒沙特拉尔、圣弗朗索瓦德萨勒。

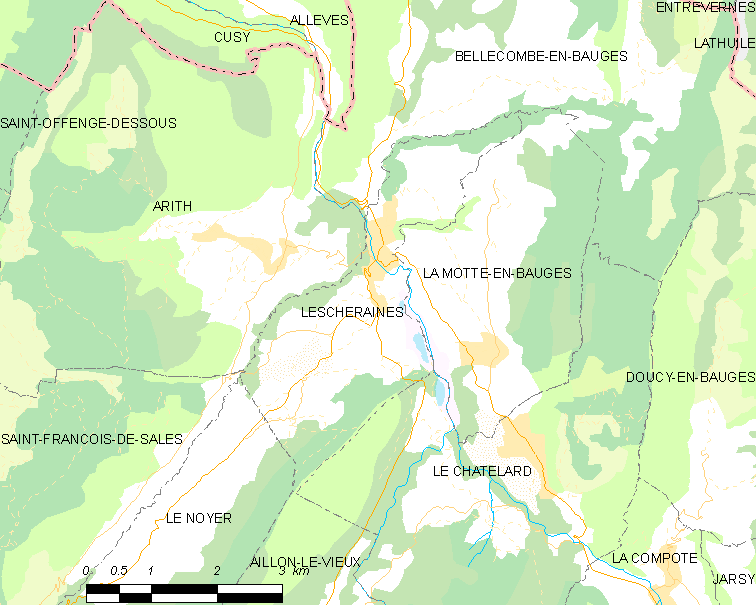
莱什赖讷的OSM定位图

莱什赖讷的时区为UTC+01:00、UTC+02:00（夏令时）。

## 行政
莱什赖讷的邮政编码为73340，INSEE市镇编码为73146。

## 政治
莱什赖讷所属的省级选区为圣阿尔邦莱斯县。

## 人口

1962-2008年间莱什赖讷人口变化图示

莱什赖讷于2022年1月1日时的人口数量为798人。